# Ouezzane
Ouezzane ou Ouazzane, ou ainda Wazan e Uessen, também conhecida como Dar Dmana (em castelhano: Uezán; em árabe: وزان; em tifinague: ⵯⴰⵣⴰⵏ) é uma cidade do noroeste de Marrocos, capital da província homónima, que faz parte da região de Tânger-Tetuão. Em 2004 tinha 57 367 habitantes e estimava-se que em 2010 tivesse 63 102. Situa-se no chamado pré-Rife, nos contrafortes daquela cadeia montanhosa, a sul do rio Lucos. Até à reforma administrativa de 2009 pertencia à província de Sidi Kacem e à região de Gharb-Chrarda-Beni Hssen.
A cidade é conhecida em Marrocos e no mundo islâmico como um importante centro espiritual, onde viveram grandes figuras sufistas e que foi a sede da importante irmandade sufista Tabiya (ou Taïbia), também conhecida como Ouezzani. Ao contrário de Xexuão, a cidade sagrada 60 km a norte, Ouezzane nunca foi interdita a cristãos, mas apesar disso o autor e jornalista inglês do final do século XIX Walter Harris descreveu-a como «a mais fanática que os europeus podem visitar». Durante muito tempo, Ouezzane foi uma espécie de cidade de fronteira entre os territórios mais obedientes ao governo central (Bled Es-Makhzen) e os territórios tribais "sem lei" (Bled es-Siba).
A cidade é também considerada sagrada por muitos judeus de Marrocos, por lá se situarem os túmulos de diversos marabutos (santos marroquinos), nomeadamente o de Moul Anrhaz, o nome dado localmente ao rabino do século XVIII Amram ben Diwan, que viveu em Ouezzane e cujo túmulo é associado a muitos milagres. Os túmulos dos santos judeus ainda são objeto de peregrinações, que ocorrem sobretudo em abril e setembro.

## Etimologia
A origem do nome Ouazzane é obscura. Os estudos dedicados à história da cidade apresentam três versões diferentes. Segundo alguns, o nome tem origem latina e deve-se a um imperador romano, que batizou a cidade com o nome do seu princípe herdeiro — Ozinos. Segundo outra versão, Ouezzane provém do termo árabe Al Ouazzane ("o pesador"), nome dado a alguém chamado Abdeslam, um proprietário de balanças que tinha um armazém situado à entrada da cidade, num local atualmente chamado R'mel; os comerciantes eram obrigados a recorrer às suas balanças para pesar os seus produtos. Outra explicação para a origem do nome é que ele é a contração da expressão Oued Ezzine, relacionada com a beleza admirável dos locais panorâmicos da cidade.[carece de fontes?]

## Geografia
Ouezzane situa-se nos limites meridionais da região tradicional de Jebala. A cidade forma uma espécie de anfiteatro na encosta norte do Jbel Bouhlal e na encosta sudeste do Jbel Bouakika e é atravessada por um eixo rodoviário no sentido este-oeste que se divide em dois troços em cada uma das extremidades.
A cidade situa-se a pouco mais de 600 metros de altitude e é protegida das influências atlânticas pelas montanhas circundantes. O clima é mediterrânico sub-húmido caracterizado por verões secos com temperaturas entre os 19 e os 32°C e invernos frios a temperados com temperaturas entre os 6 e os 14°C. A média de precipitação é de 800 mmm, repartida irregularmente ao longo do ano.

## História e arquitetura
As origens da cidade são incertas e confusas. Alguns remontam a sua existência ao período romano, mas não há quaisquer provas que o demonstrem. Os vestígios da passagem por Ouezzane de Mulei Abedalá Xerife, um grande mestre do sufismo descendente de Idris II, e do rabino milagreiro Amram Ben Diwane tornaram a cidade duplamente santa, tanto para os muçulmanos como para os judeus.
Mulei Abedalá criou em Ouezzane uma zauia em 1649, um centro religioso e de saber foi o berço da confraria religiosa dos Taïbia (ou Ouazzania). Durante os séculos XVIII e XIX, a zauia foi um centro espiritual e político importante. Ainda hoje acorrem ao túmulo de Mulei Abedalá muitos peregrinos, à semelhança do que acontece com o túmulo do rabino Amram ben Diwan, situado a alguns quilómetros da cidade.

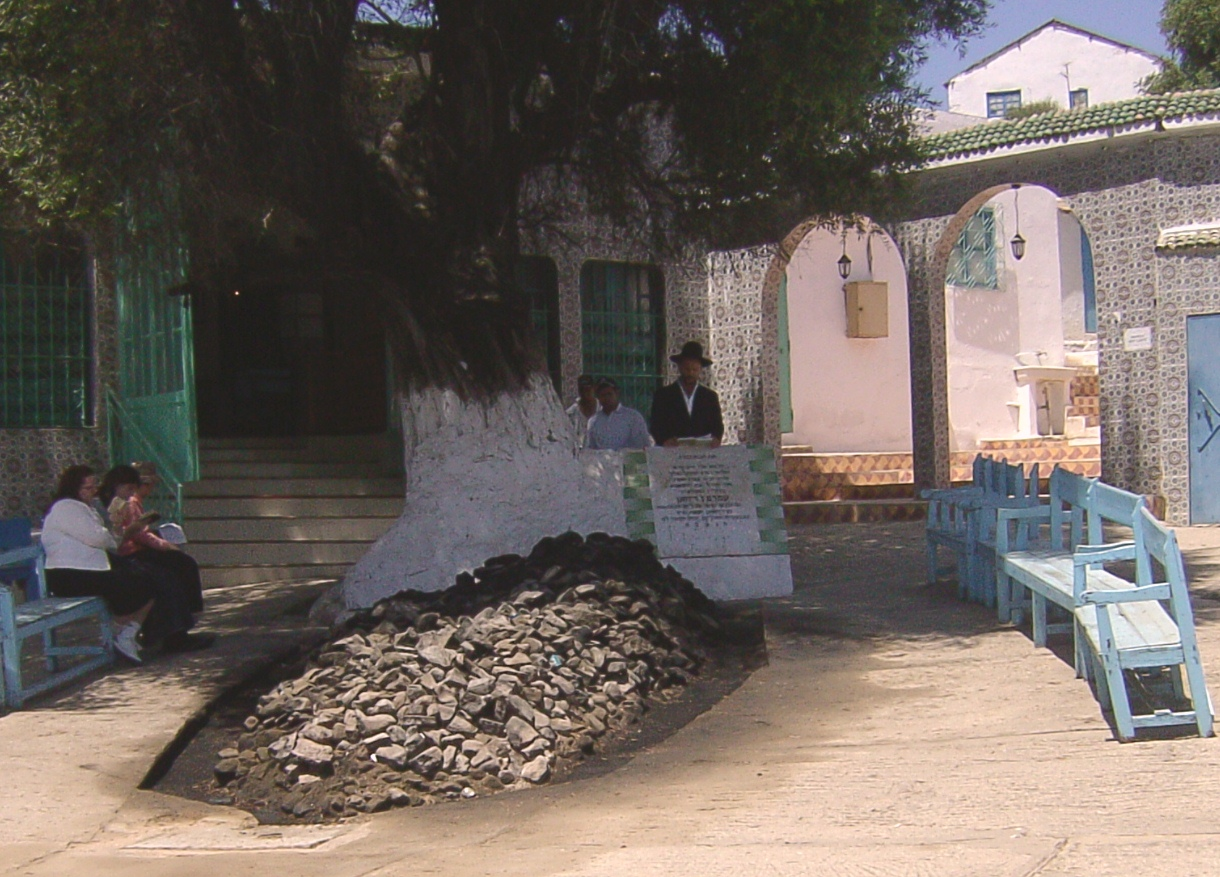
Túmulo do rabino, em Azjèn, a 6 km de Ouezzane

Ouezzane é uma das raras cidades antigas que não está rodeada de muralhas. Ao contrário do que acontece por todo o Marrocos, a cidade não tem muralhas com ameias nem portas monumentais. Esta particularidade deve-se provavelmente à história do local: o poder da confraria Ouazzania punha-o ao abrigo de qualquer ameaça e o carácter sagrado da cidade tornava-a inviolável aos olhos dos crentes. Apesar disso, existem portas associadas às paredes exteriores de casas antigas. Estas portas permitiam fechar completamente a almedina, funcionando como uma muralha, apesar de não existir um sistema de fortificação bem definido.
Uma dessas portas, conhecida como Bab Fatha, tem um arco simples e abatido de abóbada construído em tijolo e "pedra seca" (sem argamassa). Pensa-se que data do século XVII. Uma outra porta, Bab Jmouâa, apresenta um arco ultrapassado e quebrado, duplicado com um arco com lambrequins; as pedras angulares são ornamentadas com motivos geométricos esculpidos e o conjunto é coroado uma plataforma com pilastras e mísulas que suportam um guarda-vento de telhas verdes vidradas.
As passagens cobertas (sabats) são pouco numerosas, mas constituem uma especificidade da cidade. Algumas delas são cobertas por uma sucessão de arcadas que por vezes formam vias estreitas e baixas, abobadadas e dobradas em forma de cotovelo.
O bairro mais antigo é Dar-Sqaf. Ocupa o que era a aldeia original, onde se instalou o fundador da confraria Ouazzania Moulay Abdellah Cherif, cuja residência ainda aí existe. O bairro está associado à zauia, pois nele se situa a célebre mesquita que tem o nome do bairro, famosa pelo seu minarete octogonal. O bairro era a sede da confraria e é nele que ainda hoje reside o seu xeque (líder da confraria). O edifício principal tem um grande pátio em rodeado por uma galeria que dá acesso a quatro salas, todas da mesma dimensão, decoradas com sumptuosas portas, janelas e tetos em madeira pintada. A sobriedade da decoração e a majestade das proporções fazem do edifício um dos melhores e mais genuínos exemplos da arquitetura local. O edifício servia de residência e de sede administrativa, e incluía um palácio destinado a acolher os membros da confraria e peregrinos.
Outro bairro do centro da almedina, a mellah, era onde vivia a comundidade judia. Todos os bairros da parte antiga estavam ligados a um centro de comércio, onde se agrupavam as principais atividades comerciais, nomeadamente a da venda de jellabas ouazzania (túnica larga tradicional). As ruas do centro comercial são exclusivamente dedicadas aos negócios e são bordejadas por lojas justapostas sem descontinuidade e com arquitetura homogénea.

## Economia
A região é conhecida pelos seus olivais e pela produção de azeite. A par dos métodos de produção de azeite tradicionais, cujo produto se destina ao consumo local, existem também unidades modernas, cuja produção se destina sobretudo a exportação.
Ouezzane é também conhecida há cerca de quatro séculos pelo seu artesanato, tendo várias corporações de ofícios às quais pertencem mais de cinco mil artesãos. Existem também três cooperativas de artesanato. Entre as atividades tradicionais que ainda subsistem, destacam-se a fiação de lã, a mais antiga e mais importante, as de madeira torneada e os curtumes.
Associada à fiação de lã está a confeção das célebres Jellaba Ouazzania, uma vestimenta tradicional que é usada tanto no inverno como no verão. A abundância de madeira na região está na origem do grande desenvolvimento na produção de utensílios de madeira, como rodas de fiar e tecelagem (naoura), tábuas de lavar roupa (ferraka), espetos de assar, etc. Além destes utensílios, os artesãos de madeira de Ouezzane fabricam três produtos muito característicos: o sebsi, um cachimbo especial para fumar canábis; o tsabih, um rosário ligado a funções religiosas; e a ghayta, um instrumento musical de palheta da família do oboé de timbre penetrante que é usado na arbitragem de conflitos entre as tribos.